# Emmenomma
Emmenomma es un género de arañas araneomorfas de la familia Amaurobiidae. Se encuentra en Sudamérica.

## Especies
Según The World Spider Catalog 12.0:
- Emmenomma beauchenicum Usher, 1983
- Emmenomma oculatum Simon, 1884